# Semiothisa abbreviata
Semiothisa abbreviata är en fjärilsart som beskrevs av W. Warren 1897. Semiothisa abbreviata ingår i släktet Semiothisa och familjen mätare. Inga underarter finns listade i Catalogue of Life.